# Teoría científica obsoleta

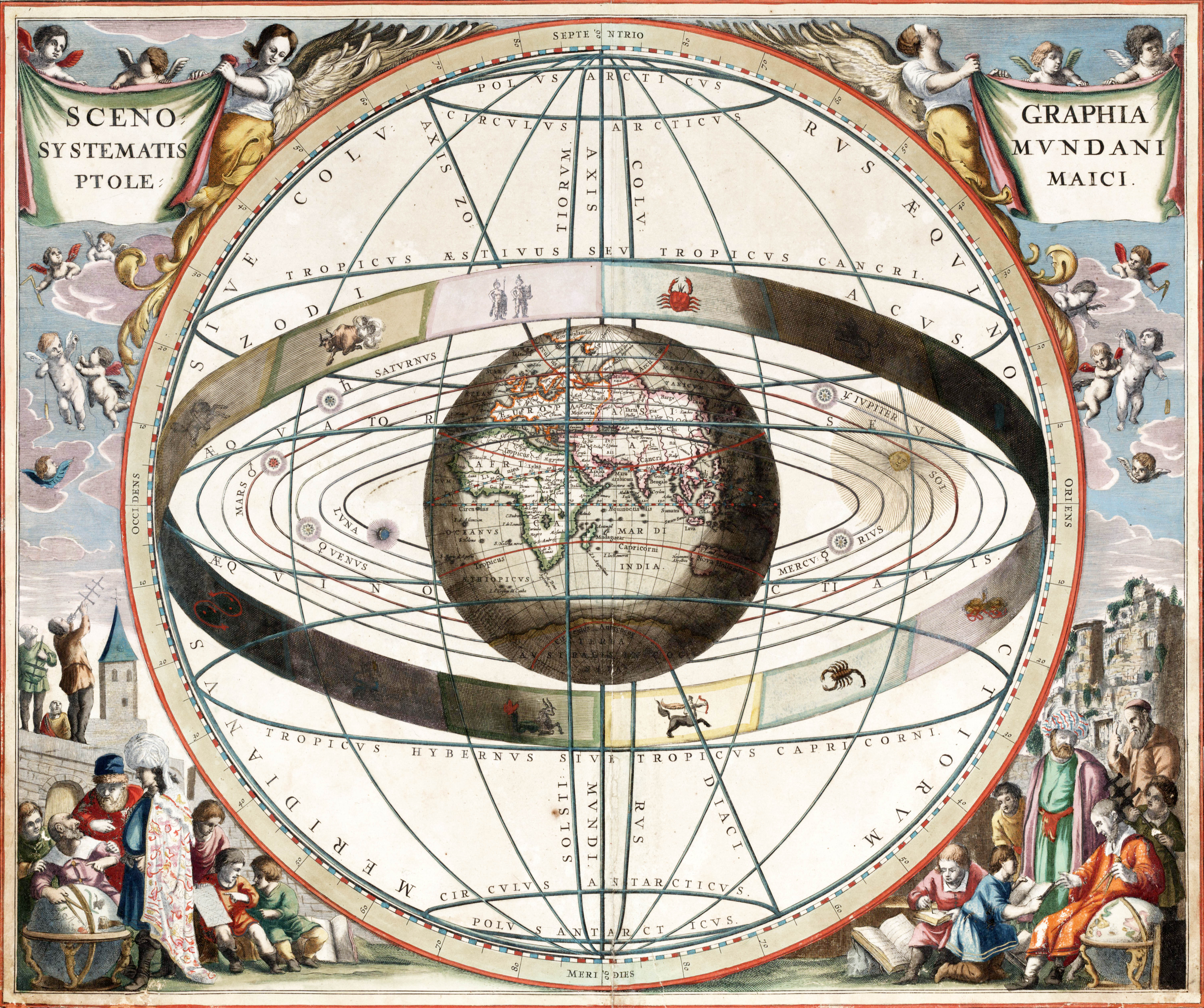
El obsoleto modelo geocéntrico del universo posiciona a la Tierra en el centro.

Una teoría científica obsoleta es una teoría científica que fue alguna vez comúnmente aceptada pero que —por la razón que sea— ya no es considerada la descripción más completa de la realidad por la ciencia establecida, o bien una teoría verificable que se ha comprobado falsa. Esta etiqueta no incluye las teorías que aún no han ganado el amplio apoyo de la comunidad científica —protociencia o ciencia marginal—, ni tampoco las teorías que nunca fueron ampliamente aceptadas o sólo fueron apoyadas en países muy específicos, como por ejemplo el lysenkoismo.
En algunos casos, la teoría ha sido completamente descartada. En otros, la teoría sigue siendo útil porque proporciona una descripción que es «suficientemente buena» para una situación particular, y que es más fácil de usar que la teoría completa —con frecuencia porque esta es demasiado compleja matemáticamente para ser utilizable—. Karl Popper sugirió que todas las teorías científicas deberían ser verificables o de otra forma no podrían ser probadas experimentalmente. Cualquier cosa que no pueda probarse falsa experimentalmente sería por tanto un axioma y tendrá un estatus absoluto, más allá de cualquier refutación.

## Teorías obsoletas

### Biología
- Lamarckismo — aunque revitalizada como neolamarckismo — ver también herencia epigenética
- Teoría miasmática de la enfermedad — suplantada por la teoría microbiana de la enfermedad
- Generación espontánea (Arquebiosis)
- Teoría de la recapitulación — o «la ontogenia recapitula la filogenia»

### Química
- Teoría calórica
- Teoría del flogisto — reemplazada por los trabajos de Lavoisier sobre la oxidación
- Hipótesis del ciclol.

### Física
- Teoría aristotélica de la gravedad — desacreditada por Galileo, que a su vez fue suplantada por Newton y que finalmente fue otra vez suplantada por Einstein
- Teoría de la gravitación de Le Sage
- Éter — no pudo ser detectado por el experimento de Michelson y Morley; obsoleto tras los trabajos de Einstein
- Modelo atómico del puding de ciruelas de Thomson que asumía que los protones y electrones estaban mezclados juntos en una única masa, fue desacreditado por el experimento de Rutherford.

### Astronomía y cosmología
- Sistema ptolemaico/Universo geocéntrico — obsoleto tras Copérnico y Galileo
- Teoría copernicana/Universo heliocéntrico — obsoleto tras Johannes Kepler e Isaac Newton

### Geografía
- Teoría de la Tierra plana
- El mar polar abierto, un mar libre de hielo que una vez se supuso que rodeaba el polo norte

### Geología
- Tectónica de placas sustituyó a:
  - Teoría de la Tierra en expansión, o de la Tierra en crecimiento (sustituida por la subducción)
  - Teoría geosinclinal
  - La teoría de la deriva continental fue incorporada y mejorada por la tectónica de placas
- Catastrofismo fue reemplazado por el uniformismo en gran parte
- Neptunismo reemplazado por el plutonismo

### Medicina
- Teoría de los cuatro humores corporales
- Lobotomía cerebral
- Eclecticismo (medicina) — historia médica.

## Teorías aproximadas
Son teorías que ya no se consideran la representación más completa de la realidad, pero que son aún útiles en dominios específicos. Para muchas teorías se conoce un modelo más completo, pero en la práctica usar una aproximación más gruesa proporciona buenos resultados con mucho menor esfuerzo.
- Estado estacionario — El Big Bang y la materia oscura lo dejan obsoleto.
- Ya no se piensa que los átomos sean indivisibles: actualmente se ven como compuestos.
- Los núcleos atómicos se desintegran a altas energías.
- Teoría heliocéntrica — Usada aún en el sistema de coordenadas de la mecánica celeste.
- Mecánica newtoniana — Obsoleta tras la teoría de la relatividad y la mecánica cuántica, sigue siendo útil en la ingeniería y la física a escalas medias (humana) o cuando no se necesita considerar fracciones significativas de la velocidad de la luz.
- Modelo atómico de Bohr — Resulta una solución exacta del átomo de hidrógeno, pero no describe bien átomos mayores.
- Ley del seno cuadrado de Newton para la fuerza de fluido sobre un cuerpo — No se considera útil a bajas velocidades, aunque ha encontrado aplicaciones en el flujo hipersónico.
- Modelo tradicional de coloración basado en la existencia de tres colores primarios (rojo, amarillo y azul), que ha sido desplazado por los modelos CMYK (sustractivo) y RGB (aditivo). No obstante, aún es útil en la enseñanza de las artes plásticas, especialmente la pintura.

## Teorías cuya importancia fue sobrestimada
- Lenguas de tierra — Aunque las conexiones temporales entre masas de tierra hicieron a veces posibles las migraciones (como cuando el nivel del mar bajó durante las glaciaciones), la división real de los continentes provocada por la tectónica de placas ha sido más importante.